# Hush!/One More Rainy Day
Hush!/One More Rainy Day è il primo singolo dei Deep Purple, pubblicato nel 1968.

## Tracce
Lato A
1. Hush! – 4:24 (Joe South)

Lato B
1. One More Rainy Day – 3:40 (Jon Lord, Rod Evans)

## I brani
Hush!
La canzone venne inclusa nel primo album, Shades of Deep Purple del 1968 e venne scelta come lato A del loro primo singolo che raggiunse la posizione n. 4 della Billboard Hot 100 e la n. 2 della classifica canadese, mentre non è riuscito ad avere successo nel Regno Unito. Una versione dal vivo del brano è stata inserita nella ristampa di Shades of Deep Purple pubblicata nel 2000.
In occasione del 20º anniversario della band, i Deep Purple hanno nuovamente registrato questa canzone per il loro album dal vivo Nobody's Perfect del 1988. Anche questa versione è stata accompagnata da un singolo, e ha raggiunto la posizione numero 62 della Official Singles Chart nel Regno Unito. Per la nuova versione è stato inoltre realizzato un video musicale di successo.
Hush è una delle quattro canzoni registrate con il cantante Rod Evans che i Deep Purple hanno successivamente eseguito con Ian Gillan alla voce. Le altre sono Kentucky Woman, proveniente dal secondo album The Book of Taliesyn del 1968, Mandrake Root contenuta nello stesso album di Hush, e Bird Has Flown di Deep Purple, o Deep Purple III, del 1969.

## Edizioni
- 7" Single A|B Parlophone R-5708
- 7" Single A|B Odeon C006-95 270M
- 7" Single A|B Tetragrammaton T-1503

## Formazione
Versione del 1968
- Ritchie Blackmore – chitarra elettrica
- Rod Evans – voce
- Nick Simper – basso, cori
- Ian Paice – batteria
- Jon Lord – organo, cori

Versione del 1988
- Ritchie Blackmore – chitarra elettrica
- Ian Gillan – voce, armonica
- Roger Glover – basso
- Ian Paice – batteria
- Jon Lord – organo, tastiere

## Classifiche
| Classifica (1968)      | Posizione massima |
| ---------------------- | ----------------- |
| Canada                 | 2                 |
| Italia                 | 17                |
| Stati Uniti            | 4                 |
| Stati Uniti (Cash Box) | 4                 |
| Svizzera               | 7                 |

| Classifica (1988) | Posizione massima |
| ----------------- | ----------------- |
| Regno Unito       | 62                |